# Motocyklowe Mistrzostwa Świata 2008
Motocyklowe Mistrzostwa Świata 2008 były 60 edycją tej imprezy. Cykl rozpoczął się 9 marca 2008 w Katarze. Był to pierwszy wyścig mistrzostw przy sztucznym oświetleniu. Ostatnią eliminacją rozegraną był wyścig o Grand Prix Walencji 26 października.
Mistrzostwa rozegrane zostały w 15 krajach na 4 kontynentach, aż trzy eliminacje rozegrane zostały w Hiszpanii.
Obrońcami tytułów byli:

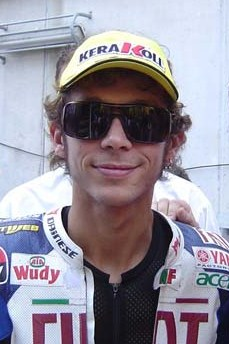
Valentino Rossi zdobywca mistrzostwa świata w MotoGp

- Gábor Talmácsi w klasie 125 cm³
- Jorge Lorenzo w klasie 250 cm³
- Casey Stoner w klasie MotoGP

Jednak żaden z nich nie obronił mistrzowskiego tytułu. Talmácsi zajął trzecie miejsce tracąc do zwycięzcy Mike Di Meglio 58 punktów. Jorge Lorenzo nie mógł obronić tytułu, ponieważ zadebiutował w najwyższej kategorii MotoGP, gdzie zajął czwarte miejsce. Stoner zajął drugie miejsce tracąc do zwycięzcy Valentino Rossi 93 oczka.
Podczas całego sezonu odwołano jeden konkurs. Podczas Motocyklowe Grand Prix Indianapolis przez Indianę (stan w którym organizowane były zawody) przechodził Huragan Ike, który spowodował obfite opady deszczu oraz mocny wiatr, który nie pozwolił wystartować zawodnikom klasy 250 cm³. Również w pozostałych klasach zawody rozegrano nie bez problemów. Zawodnicy startujący w najmniej pojemnych motocyklach, stu dwudziestkach piątkach zjechali z toru po 16 okrążeniach (planowano 23), zaś w klasie MotoGP zawody zakończono po 20 okrążeniach.

## Zwycięzcy
| Lp  | Data                 | Miejscowość                          | Uwagi        | Moto Gp         | 250 cm³                        | 125 cm³                        |
| --- | -------------------- | ------------------------------------ | ------------ | --------------- | ------------------------------ | ------------------------------ |
| 1.  | 9 marca 2008         | Grand Prix Kataru 2008               | wyścig nocny | Casey Stoner    | Mattia Pasini                  | Sergio Gadea                   |
| 2.  | 30 marca 2008        | Grand Prix Hiszpanii 2008            | -            | Daniel Pedrosa  | Mika Kallio                    | Simone Corsi                   |
| 3.  | 13 kwietnia 2008     | Grand Prix Portugalii 2008           | -            | Jorge Lorenzo   | Alvaro Bautista                | Simone Corsi                   |
| 4.  | 4 maja 2008          | Grand Prix Chin 2008                 | -            | Valentino Rossi | Mika Kallio                    | Andrea Iannone                 |
| 5.  | 18 maja 2008         | Grand Prix Francji 2008              | -            | Valentino Rossi | Alex Debon                     | Mike Di Meglio                 |
| 6.  | 1 czerwca 2008       | Grand Prix Włoch 2008                | -            | Valentino Rossi | Marco Simoncelli               | Simone Corsi                   |
| 7.  | 8 czerwca 2008       | Grand Prix Katalonii 2008            | -            | Daniel Pedrosa  | Marco Simoncelli               | Mike Di Meglio                 |
| 8.  | 22 czerwca 2008      | Grand Prix Wielkiej Brytanii 2008    | -            | Casey Stoner    | Mika Kallio                    | Scott Redding                  |
| 9.  | 28 czerwca 2008      | Grand Prix Holandii 2008             | -            | Casey Stoner    | Alvaro Bautista                | Gábor Talmácsi                 |
| 10. | 13 lipca 2008        | Grand Prix Niemiec 2008              | -            | Casey Stoner    | Marco Simoncelli               | Mike Di Meglio                 |
| 11. | 20 lipca 2008        | Grand Prix Stanów Zjednoczonych 2008 | Tylko MotoGp | Valentino Rossi | Bez wyścigów 125 cm³ i 250 cm³ | Bez wyścigów 125 cm³ i 250 cm³ |
| 12. | 17 sierpnia 2008     | Grand Prix Czech 2008                | -            | Valentino Rossi | Alex Debon                     | Stefan Bradl                   |
| 13. | 31 sierpnia 2008     | Grand Prix San Marino 2008           | -            | Valentino Rossi | Alvaro Bautista                | Gábor Talmácsi                 |
| 14. | 14 września 2008     | Grand Prix Indianapolis 2008         | -            | Valentino Rossi | odwołany                       | Nicolas Terol                  |
| 15. | 28 września 2008     | Grand Prix Japonii 2008              | -            | Valentino Rossi | Marco Simoncelli               | Stefan Bradl                   |
| 16. | 5 października 2008  | Grand Prix Australii 2008            | -            | Casey Stoner    | Marco Simoncelli               | Mike Di Meglio                 |
| 17. | 19 października 2008 | Grand Prix Malezji 2008              | -            | Valentino Rossi | Alvaro Bautista                | Gábor Talmácsi                 |
| 18. | 26 października 2008 | Grand Prix Walencji 2008             | -            | Casey Stoner    | Marco Simoncelli               | Simone Corsi                   |

## Klasyfikacje

### MotoGp
| Lp. | Zawodnik         | Motocykl | QAT | ESP | POR | CHN | FRA | ITA | KAT | GBR | NLD | GER | USA | CZE | SMR | IND | JPN | AUS | MAL | VAL | Punkty |
| 1.  | Valentino Rossi  | Yamaha   | 5   | 2   | 3   | 1   | 1   | 1   | 2   | 2   | 11  | 2   | 1   | 1   | 1   | 1   | 1   | 2   | 1   | 3   | 373    |
| 2.  | Casey Stoner     | Ducati   | 1   | 11  | 6   | 3   | 16  | 2   | 3   | 1   | 1   | 1   | 2   | NU  | NU  | 4   | 2   | 1   | 6   | 1   | 280    |
| 3.  | Daniel Pedrosa   | Honda    | 3   | 1   | 2   | 2   | 4   | 3   | 1   | 3   | NU  | INJ | 15  | 4   | 8   | 3   | 3   | NU  | 2   | 2   | 249    |
| 4.  | Jorge Lorenzo    | Yamaha   | 2   | 3   | 1   | 4   | 2   | NU  | INJ | 6   | 6   | NU  | NU  | 10  | 2   | 3   | 4   | 4   | NU  | 8   | 190    |
| 5.  | Andrea Dovizioso | Honda    | 4   | 8   | NU  | 11  | 6   | 8   | 4   | 5   | 5   | 5   | 4   | 9   | 8   | 5   | 9   | 7   | 3   | 4   | 174    |
| 6.  | Nicky Hayden     | Honda    | 10  | 4   | NU  | 6   | 8   | 13  | 8   | 7   | 4   | 13  | 5   | INJ | NS  | 2   | 5   | 3   | 4   | 5   | 155    |
| 7.  | Colin Edwards    | Yamaha   | 7   | NU  | 4   | 7   | 3   | 5   | 5   | 4   | 3   | NU  | 14  | 14  | 10  | 15  | 7   | 8   | 8   | 6   | 144    |
| 8.  | Chris Vermeulen  | Suzuki   | 17  | 10  | 8   | NU  | 5   | 10  | 7   | 8   | 7   | 3   | 3   | 6   | 5   | 9   | NU  | 15  | 9   | 13  | 128    |
| 9.  | Shinya Nakano    | Honda    | 13  | 9   | 10  | 10  | 10  | 9   | 9   | 9   | 8   | 9   | 10  | 4   | 12  | 17  | 8   | 5   | 5   | 7   | 126    |
| 10. | Loris Capirossi  | Suzuki   | 8   | 5   | 9   | 9   | 7   | 7   | NU  | INJ | INJ | 7   | 15  | 3   | 7   | 16  | 6   | 10  | 7   | 9   | 118    |

### Pozostałe klasyfikacje
| Lp. | Zawodnik       | Punkty |
| --- | -------------- | ------ |
| 1.  | Mike di Meglio | 264    |
| 2.  | Simone Corsi   | 225    |
| 3.  | Gábor Talmácsi | 206    |
| 4.  | Stefan Bradl   | 187    |
| 5.  | Nicolás Terol  | 176    |
| 6.  | Bradley Smith  | 150    |
| 7.  | Joan Olive     | 142    |
| 8.  | Sandro Cortese | 141    |
| 9.  | Pol Espargaró  | 124    |
| 10. | Andrea Iannone | 106    |

| Lp. | Zawodnik          | Punkty |
| --- | ----------------- | ------ |
| 1.  | Marco Simoncelli  | 281    |
| 2.  | Alvaro Bautista   | 244    |
| 3.  | Mika Kallio       | 196    |
| 4.  | Alex Debon        | 176    |
| 5.  | Yuki Takahashi    | 167    |
| 6.  | Hector Barbera    | 142    |
| 7.  | Hiroshi Aoyama    | 139    |
| 8.  | Mattia Pasini     | 132    |
| 9.  | Roberto Locatelli | 110    |
| 10. | Julián Simón      | 109    |